# Швец, Иван Трофимович
Иван Трофимович Швец (1901, Хутор Михайловский (Сумская область) — 1983) — советский учёный в области теплоэнергетики, действительный член АН УССР (с 1950).

## Биография
По окончании Киевского политехнического института (1927) преподавал в высших школах Киева. В 1939—1953 годах — директор Института энергетики АН УССР (в 1950—1952 годах одновременно учёный секретарь Президиума АН УССР).
С сентября по декабрь 1955 года — ректор Киевского ордена Ленина политехнического института.
В 1955—1972 годах — ректор Киевского университета.
Основные работы относятся к теории, принципам работы и конструкции тепловых двигателей и энергетических установок.
Скончался 5 сентября 1983 года, похоронен на Байковом кладбище Киева.

### Семья
Был женат. Сын — Александр Иванович Швец — ведущий научный сотрудник Института механики МГУ.

## Награды
- орден Ленина;
- орден Октябрьской Революции;
- дважды Орден Трудового Красного Знамени (…; 22.05.1981);
- дважды Орден «Знак Почёта» (01.10.1944; …);
- медали.